# Schinderhannes bartelsi
 Schinderhannes bartelsi ist ein entfernter Verwandter der Anomalocarididae (Anomalocarida oder korrekter: Anomalocaridida), der bisher nur durch einen Einzelfund aus dem Unterdevon (vor ca. 400 Millionen Jahren) des Hunsrückschiefers überliefert ist. Seine Entdeckung war unerwartet, denn zuvor waren ähnliche Fossilien nur aus kambrischen Fossillagerstätten bekannt, die etwa 100 Millionen Jahre älter sind als der Hunsrückschiefer.
Anomalocariden sind Organismen wie Anomalocaris, von denen man annimmt, dass sie mit den Gliederfüßern (Arthropoden) entfernt verwandt sind. Allerdings unterscheiden sie sich erheblich von allen bekannten fossilen und rezenten Organismen – sie besaßen seitliche Loben zum Schwimmen und große Facettenaugen. Am auffälligsten ist ein Paar klauenähnliche „große Anhänge“, von denen man annimmt, dass sie die Nahrung dem Mund zugeführt haben. Diese Greifer sind segmentiert und weisen einen hohen Grad an Beweglichkeit auf.

## Entdeckung
Das bisher einzige bekannte Fossilexemplar wurde im Eschenbach-Bocksberg-Steinbruch in Bundenbach gefunden und ist nach dem Räuber „Schinderhannes“ benannt, der diese Gegend einst unsicher machte. Das Namensepithet bartelsi ehrt Christoph Bartels, einen Experten für Fossilien aus dem Hunsrückschiefer. Das Exemplar wird im Naturhistorischen Museum in Mainz ausgestellt.

## Morphologie
Schinderhannes bartelsi ist etwa 10 cm lang und trägt ein Paar „großer Anhänge“, sehr ähnlich denen von Hurdia, einen radialen Peytoia-artigen „Ananas-Ring“ als Mund sowie große gestielte Augen. Sein Körper ist in 12 Segmente geteilt, große flossenartige Strukturen zum Schwimmen ragen aus dem 11. Segment und aus einer Region direkt hinter dem Kopf.

## Ökologie
Sein Darm ist in einer Weise erhalten, wie man es typischerweise bei Räubern findet, und diese Lebensweise wird unterstützt von der räuberartigen Natur der stacheligen „großen Anhängsel“ sowie der Größe der Augen.
Der Organismus konnte mit Sicherheit schwimmen, indem er sich mit den „Flossen“ an seinem Kopf fortbewegte und mit den flügelähnlichen Lappen am 11. Segment steuerte. Diese Lappen sind vermutlich aus den seitlichen Lappen der Anomalocariden des Kambriums entstanden; Vorfahren, die die Lappen an ihren Seiten zum Schwimmen benutzten, und die noch nicht die Spezialisierung von Schinderhannes aufwiesen.

## Bedeutung
Der Organismus könnte bis zu einem gewissen Grad die Klassifizierung der frühen Arthropoden ermöglichen. Er würde dann basal zu den echten Arthropoden gezählt und stünde dieser Gruppe näher als Anomalocaris. Schinderhannes könnte somit als eine Art „Onkel“ der Arthropoden verstanden werden, Anomalocaris hingegen als eine „Ur-Tante“. Dies lässt den Schluss zu, dass die Anomalocariden eine paraphyletische Gruppe bilden – soll heißen, dass die Arthropoden von den Anomalocariden abstammen. Insbesondere wären die Anomalocariden nicht ohne Nachkommen ausgestorben, wie dies noch Stephen Jay Gould angenommen hatte, was erhebliche Konsequenzen für die „Wuchsform“ des Stammbaums der Lebewesen hätte. Es scheint auch, dass die zweiteiligen Anhängsel (Fühler, Mundwerkzeuge und Beine, engl.: 'biramous limbs') der Arthropoden durch Fusion der seitlichen Lappen mit den Kiemen der Anomalocariden entstanden sind. Die Existenz des Fossils hat weitere Auswirkungen – es zeigt sich, dass die Gruppe der frühen Arthropoden mit kurzen „großen Anhängseln“ keine natürliche Gruppierung darstellt.
Die Entdeckung dieses Fossils ist von größter Bedeutung wegen der dadurch verursachten starken Erweiterung der erdgeschichtlichen Lebenszeit der Anomalocariden: Die Gruppe war vorher nur aus Lagerstätten des unteren bis mittleren Kambriums bekannt, also aus einer Zeit 100 Millionen Jahre vor Schinderhannes. Dieser Umstand unterstreicht die Bedeutung der Lagerstätten vom Hunsrückschiefer wegen der für die Entstehungszeit außergewöhnlich gut erhaltenen Fossilien, die man vielleicht so nirgendwo anders findet.